# Arleth Jarquín
Arleth Susana Jarquín Salablanca (ur. 8 października 1997) – nikaraguańska zapaśniczka walcząca w stylu wolnym. Zajęła jedenaste miejsce na mistrzostwach panamerykańskich w 2015. Złota medalistka igrzysk Ameryki Środkowej w 2017 roku.